# 1237 км (платформа)
1237 км — колишній пасажирський залізничний зупинний пункт Запорізької дирекції Придніпровської залізниці на лінії Федорівка — Джанкой між станцією Тащенак (6 км) та зупинним пунктом 1240 км (3 км). Розташовувався біля села Кирпичне Мелітопольського району Запорізької області.

## Історія
У 1970 році лінія електрифікована постійним струмом (=3 кВ) в складі дільниці Мелітополь — Сімферополь.

## Пасажирське сполучення
Посадка та висадка пасажирів по зупинному пункту 1237 км на приміські електропоїзди напрямку Запоріжжя — Мелітополь — Новоолексіївка не здійснюється.